# Аветрана
 Аветрана  (итал. и тарант. Avetrana) — город в Италии, расположен в регионе Апулия, подчинён административному центру Таранто (провинция).
Население составляет 7500 человек (на 2008), плотность населения составляет 102 чел./км². Занимает площадь 73 км². Почтовый индекс — 74020. Телефонный код — 099.
Покровителем города считается  священномученик Власий Севастийский. Праздник города ежегодно празднуется 7 апреля.